# 26793 Bolshoi
26793 Bolshoi è un asteroide della fascia principale. Scoperto nel 1977, presenta un'orbita caratterizzata da un semiasse maggiore pari a 2,6576382 UA e da un'eccentricità di 0,1734202, inclinata di 11,88012° rispetto all'eclittica.